# Tonemester
En tonemester er den person der har ansvaret for at efterarbejde en films lyd. En tonemester leder alle lydteknikerne både under optagelserne og når filmen skal redigeres. Tonemesterens job er ikke kun at optage lyd, men også at gøre den til billeder. En tonemester kan manipulere med lyd og billede, så de to ting passer sammen. Man kan inddele lydefterarbejdsprocessen i fire kategorier, reallyd, foley, effektlyde og atmosfærelyde. Reallyd eller 100% som det også kaldes, er den lyd man optager på settet sammen med billederne. Foley er lyd optaget i et studie efter filmen er klippet færdig såsom skridt, tøj osv. Effektlyde er effekter såsom skud eller bilsammenstød som ikke kan genskabes i foleyrummet. Og sidst Atmosfærelyde som er med til at sætte scenen eks. fuglekvidder eller undervandslyde.